# Сібіл Ладінгтон
Сібіл (чи Сіббель) Ладінгтон (англ. Sybil (or Sibbell) Ludington) (5 квітня 1761 — 26 лютого 1839) — американка, яка начебто здійснила подорож верхи під час війни за незалежність США, хоча сучасні свідчення це заперечують. 26 квітня 1777 року, у віці 16 років, Ладінгтон, дочка полковника Генрі Ладінгтона, нібито здійснила нічний кінний похід на 40 миль (64 км), щоб згуртувати американських ополченців у сусідніх містах після того, як британські війська здійснили набіг і спалили Денбері, штат Коннектикут.
Розповіді про поїздку Ладінгтон ґрунтуються на короткій згадці в мемуарах 1907 року про її батька, опублікованих у приватному порядку його онуками. У звіті за 2015 рік, опублікованому в The New England Quarterly, йдеться про те, що існує мало доказів, що підтверджують цю історію, і те, чи відбулася ця поїздка, ставиться під сумнів щонайменше з 1956 року.
Відносно невідома до 1870-х років, історія Ладінгтон отримала визнання під час Другої світової війни, після того, як штат Нью-Йорк переконав встановити історичні дорожні знаки в місцях, які вона, за припущеннями, відвідувала під час своєї подорожі. Згодом міф розростався від пам'ятних статуй на її честь до книг про неї, а кульмінацією стало її вшанування на поштовій марці до двохсотріччя США, випущеній 25 березня 1975 року, на якій вона зображена на коні.

## Раннє життя, сім‘я і смерть
Ладінгтон народилася 5 квітня 1761 року у Фредеріксбурзі, штат Нью-Йорк. Вона була першою з 12 дітей Абіґейл та Генрі Ладінгтона, власника млина. За словами родичів, батько Сібіл воював у Французькій та Індійській війнах, а під час Революційної війни добровольцем очолив місцеве ополчення.
У віці 23 років, у 1784 році, Ладінгтон вийшла заміж за Едмонда Огдена. У 1786 році у них народився син Генрі. У 1792 році сім'я оселилася в Катскіллі, а Огден помер у 1799 році. У 1811 році Ладінгтон переїхала до Унаділли, штат Нью-Йорк.
Ладінгтон жила в Унаділлі до своєї смерті 26 лютого 1839 року у віці 77 років. Вона була похована поруч з батьком на пресвітеріанському кладовищі Паттерсона в Паттерсоні, штат Нью-Йорк. На її надгробку вказано інше написання її імені.

## Поїдка Ладінгтон
Розповіді, які з'явилися лише у 20-му столітті, про її нібито поїздку у 18-му столітті, визнають Ладінгтон героїнею Американської революційної війни.

### Історичні свідчення
Розповіді, що походять з 20-го століття, від родини Ладінгтон, стверджують, що Сібіл відіграла важливу роль після британського набігу на Денбері, штат Коннектикут.
Згідно з історією, надрукованою через 140 років після передбачуваного подвигу, 26 квітня 1777 року 16-річна Сібіл Ладінгтон проїхала 40 миль (64 км) зі свого рідного міста Фредеріксбург, штат Нью-Йорк (поблизу Денбері, штат Коннектикут) через округ Патнем, штат Нью-Йорк, щоб зібрати приблизно 400 ополченців під командуванням свого батька, полковника Генрі Ладінгтона, після того, як британські війська здійснили набіг на Денбері, в якому знаходився військовий склад континентальної армії. Американські війська з Нью-Йорка та Коннектикуту об'єдналися, щоб наступного дня вступити в бій з британцями в битві при Ріджфілді, змусивши їх відступити.
Коротка згадка про поїздку Ладінгтон була опублікована її онуками в 1907 році як частина мемуарів батька Ладінгтон. Сучасні свідчення стверджують, що Ладінгтон привітав за її героїзм генерал Джордж Вашингтон; більш пізні дослідження поставили під сумнів, що поїздка взагалі відбулася.

### Історія дослідження

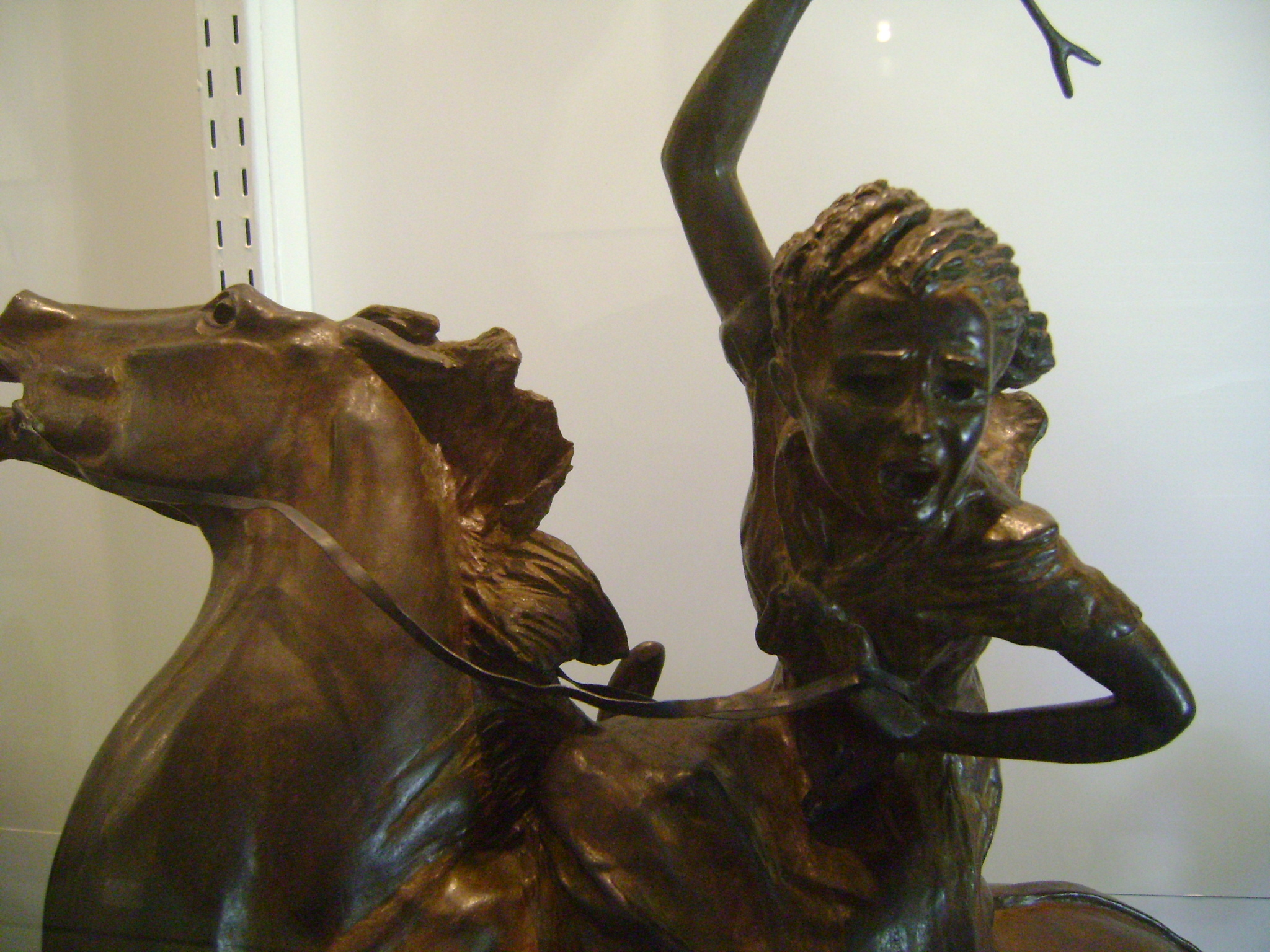
Близький план зменшеної версії статуї Ладінгтон, роботи Анни Хаятт Гантінгтон у Брукґрін Ґарденс, Південна Кароліна

У статті Абіґейл Такер у журналі Smithsonian за 2022 рік зазначено, що найперший відомий запис про подорож Ладінгтон 1777 року з'явився у 1854 році від племінника Сібіли, Чарльза Г. Ладінгтона, який прагнув, щоб його тітку визнали героїнею. Ладінгтон була включена до книги про Нью-Йорк 1880 року, написаної місцевим істориком Мартою Ламб. Пізніше коротка згадка з'явилася у спогадах Вілліса Флетчера Джонсона 1907 року про батька Сібіл, які були приватно опубліковані його онуками.
Такер стверджує, що в листах, написаних самою Ладінгтон, не згадується про цю поїздку. Розповіді різняться щодо того, їхала вона верхи чи в боковому сідлі, як звали коня і як писалося її ім'я (Sybil, Cybal, Sibyl, Sebil, Sybille, or Sibbell).
У 1838 році Ладінгтон попросила пенсію на підставі того, що її чоловік Огден брав участь у війні за незалежність, але вона не змогла довести, що була одружена з ним. Як писала Пола Хант у журналі «The New England Quarterly», «в жодному зі свідчень під присягою, що підтверджують військову службу Генрі Оґдена і законність шлюбу Сібіл, не згадується про її поїздку, і вона не намагалася посилатися на неї як на підставу для отримання пенсії».
Ламб заявляла, що її розповідь ґрунтується на джерелах, включаючи листи, проповіді, генеалогічні збірники, заповіти і судові записи для документування деталей. Але вона не посилалася на жодні джерела і не надавала жодних документів про поїздку. Хант припускає, що цю історію могли розповісти Ламб нащадки Ладінгтон.

Частково через брак сучасних свідчень Хант порушує питання щодо подій. Вона пише, що жодна з оригінальних публікацій про поїздку «не містила жодної інформації про маршрут Сібіл», а передбачуваний маршрут був розроблений спекулятивно проект-менеджерами, які пізніше встановили історичні знаки — «відносно недорогий, але дедалі популярніший засіб просування туризму в штатах і місцевостях». Встановлення історичних придорожніх знаків, починаючи з 1934 року (хоча, за словами Хант, вони базувалися на спекулятивних місцях) призвело до публікацій, які піднесли Сібіл до статусу героїні до 1937 року, а публікація поеми про неї у 1940 році вивела історію на національний рівень. Сумніви щодо цієї історії виникли ще у 1956 році; протиставляючи історії Бетсі Росс, Хант цитує книгу Генрі Ноубла МакКракена Old Dutchess Forever! The Story of an American County та дві нью-йоркські новинні статті 1995 року, в яких йдеться:
У випадку Сібіл благосовенні державою історичні придорожні знаки, статуя і поштова марка, що прославляють її подорож, а також численні книги і газетні та журнальні статті, що переповідають її історію, створили ауру авторитету, яка ефективно розвіяла будь-які періодичні напади скептицизму

Хант представив історію того, як історія Ладінгтон була зображена в засобах масової інформації та літературі, а також у спробах просування туризму. Поллак писав у 1975 році в New York Times, що «багато дитячих книжок трактують цю історію як історичний факт», хоча історик округу Путнем вказав, що не існує «жодних переконливих доказів того, що Сібіл дійсно здійснила цю подорож». Хант стверджує, що багато популярних деталей є вигадкою, наприклад, кінь на ім'я Зірка, палиця, яку вона тримала, і відстань у 40 миль. Хант констатує, що обидва описи подорожі Ладінгтон не згадуються в жодній іншій значній історичній праці, написаній у ту ж епоху, і що, навіть незважаючи на те, що в 1870-х роках з'явилося багато історій про героїчних жінок колоніальної епохи, єдиними опублікованими описами подорожі Ладінгтон були розповіді Лемба та Джонсона. Вона пише: 
Подорож Сібіл охоплює міфічні смисли і цінності, виражені в заснуванні країни. Як особистість, вона уособлює постійну потребу американців знаходити і створювати героїв, які втілюють поширені погляди і переконання

Сучасні джерела свідчать, що американці, в тому числі жителі Денбері, вже знали про наближення британських військ, як зазначалося в The New-York Gazette і Weekly Mercury від 19 травня 1777 року: 
У суботу, 26 квітня, до Денбері прибув експрес від бригадного генерала Сіллімана, в якому повідомлялося, що напередодні на заході сонця великий ворожий десант висадився в Компо, місці між Фейрфілдом і Норуолком, і рухається в напрямку Денбері. Було негайно вжито заходів
У 1996 році національна організація «Дочки американської революції» (DAR) заявила, що докази недостатньо вагомі, щоб підтримати їхні критерії героїні війни, і додала до виставки примітку про цю поїздку: «Це чудова історія, але немає способу дізнатися, чи вона правдива». Осередок DAR біля її історичного будинку стверджує, що її подвиг був задокументований, і він продовжує вшановувати її.
Хант підсумовує: «Історія самотньої дівчинки-підлітка, яка їхала верхи за свободу, здається, просто занадто гарна, щоб у неї не вірити».

## Спадщина та відзнаки

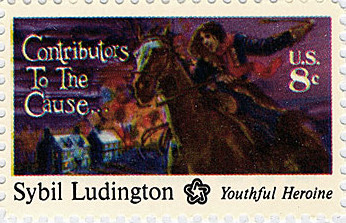
Ювілейна марка Сібіл Ладінгтон

У 1934 році штат Нью-Йорк почав встановлювати низку історичних пам'яток вздовж передбачуваного маршруту Ладінгтон.
Пам'ятну скульптуру роботи Анни Хаятт Гантінгтон було встановлено на озері Гленейда біля Кармела, штат Нью-Йорк, у 1961 р.. Зменшені версії статуї знаходяться у штаб-квартирі Дочок Американської Революції у Вашингтоні, округ Колумбія, публічній бібліотеці в Денбері, штат Коннектикут, та в Брукгрін Гарденс, Мурреллс-Інлет, Південна Кароліна.
У 1975 році Ладінгтон була вшанована поштовою маркою в серії «Contributors to the Cause» Сполучених Штатів Америки, присвяченій двохсотріччю з дня народження. 1995 року Національна стрілецька асоціація Америки заснувала Премію жіночої свободи імені Сібіл Ладінгтон.
Композитор Людмила Улегла написала в 1993 році камерну оперу Sybil of the American Revolution, засновану на історії подорожі Ладінгтон. 2014 року Ладінгтон була показана в документальному фільмі Американського каналу героїв American Revolution: Patriots Rising. Фільм Sybil Ludington: The Female Paul Revere був знятий у 2010 році.